# Перманганат натрия
Перманганат натрия — неорганическое соединение, соль металла натрия и марганцовой кислоты с формулой NaMnO4,
тёмно-красные кристаллы,
растворимые в воде,
образует кристаллогидраты.

## Получение
- Окисление оксида марганца(IV).

{\displaystyle {\mathsf {2MnO_{2}+3NaClO+2NaOH\ {\xrightarrow {}}\ 2NaMnO_{4}+3NaCl+H_{2}O}}}

## Физические свойства
Перманганат натрия образует тёмно-красные гигроскопичные кристаллы.
Очень хорошо растворимы в воде (примерно в 15 раз лучше перманганата калия).
Образует кристаллогидраты состава NaMnO4•n H2O, где n = 1, 3.

## Химические свойства
- Аналогичны свойствам перманганата калия.

- Разлагается при нагревании:

{\displaystyle {\mathsf {2NaMnO_{4}\ {\xrightarrow {170^{o}C}}\ Na_{2}MnO_{4}+MnO_{2}+O_{2}}}}

## Применение
- Применение ограничено вследствие сильной гигроскопичности. Использовался в составе жидкого катализатора для разложения перекиси водорода в двигательной установке ракеты Фау-2.